# Virtual Air Traffic Simulation Network
Virtual Air Traffic Simulation Network (VATSIM) är ett världsomspännande nätverk för simulering av virtuell flygtrafik. VATSIM är avsett främst för att simulera trafikflyg och allmänflyg (till skillnad från nätverk för simulering av militärflyg/krigsspel).
VATSIM-användare kan både flyga (med hjälp av en flygsimulator, vanligtvis den senaste versionen av Microsoft Flight Simulator) och tillhandahålla flygledningstjänst (med hjälp av inom VATSIM utvecklade gratisprogram som simulerar en radarskärm). 
På VATSIM följs verklighetens procedurer för flygning och flygledning så långt det är möjligt. Användarna kommunicerar med antingen text- eller röstkommunikation, och kommunikationen är i stort sett identisk med den inom verklig flygledning. Detta har gjort VATSIM till ett värdefullt träningshjälpmedel för många pilotelever, som saknar erfarenhet av att kommunicera med riktiga flygledare.
VATSIM är uppdelat i flera regioner (såsom Europa, Nordamerika och Oceanien), och regionerna är i sin tur uppdelade i divisioner (till exempel VATRUS i Ryssland eller VATUSA i USA).  Många flygledare på VATSIM tillhandahåller flygledning i de områden där de själva bor. De mest aktiva områdena är Nordamerika, Brasilien, Europa och Japan/Sydkorea.

## Historia
I mitten av 90-talet gjorde utvecklingen av både internet och datorer, liksom nya versioner av MS Flight Simulator, att simulatorpiloter kunde flyga tillsammans med varandra. 1997 skapades Squawkbox som ett tilläggsprogram till FS95, och ProController, ett fristående program, skapades samma år. Piloter och flygledare kunde koppla upp sig till nätverket SATCO, en föregångare till VATSIM.
I december 1998 bröt sig en grupp ut ur SATCO på grund av åsiktsskillnader, och bildade IVAO.
SATCO ombildades 2001 till VATSIM.
Sverige ingår i VATSIM European Division (VATEUD). När VATSIM bildades skapades också Sweden VACC (SweVACC). I mars 2004 slogs dåvarande SweVACC, Denmark VACC och Norway VACC ihop till Scandinavian VACC (VACCSCA). I början av 2011 bytte dock Scandinavian VACC namn till VATSIM Scandiavia(VATSCA).

## Medlemskap och utbildning
Medlemskap och deltagande är helt gratis. VATSIM har mer än 197 500 registrerade användare (augusti 2009), och antalet medlemmar ökar konstant. På kvällstid då de flesta flyger kan över 1 000 piloter och flygledare vara uppkopplade samtidigt. Alla som är intresserade av flyg och flygsimulering kan bli medlemmar och flyga på nätverket direkt. För att bli flygledare på VATSIM måste man emellertid genomgå ett omfattande utbildningsprogram, som vanligtvis tillhandahålls av VATSIM-divisioner, och klara en serie skriftliga prov. Ett rankningssystem för flygledare säkerställer att nybörjare inte tar sig an krävande positioner som de inte är redo för än.
Nyligen[när?] har VATSIM startat ett liknande, frivilligt träningsprogram för nya piloter. Beroende på arbetsbelastning förväntas också flygledare ge viss assistans till nya piloter. Nybörjare rekommenderas att börja i mindre aktiva områden, borta från de största flygplatserna, och gradvis bygga upp sina färdigheter. Vissa virtuella flygbolag har egna träningsprogram för medlemmar som är intresserade av att flyga online.
VATSIM konkurrerar om medlemmar med andra nätverk, av vilka det största är IVAO. Sedan maj 2005 har den europeiska VATSIM-divisionen en policy för IVAO-flygledare som går över till VATSIM.

## Mjukvara
För att ansluta till VATSIM, antingen som pilot eller flygledare, måste den mjukvara som listas på VATSIM:s hemsida användas. Enligt VATSIM:s regler kan användande av mjukvara som inte är godkänd för användning på VATSIM:s nätverk leda till att användaren omedelbart blir nedkopplad från nätverket, eller utesluts från VATSIM tillfälligt eller permanent. Nätverket består av speciella VATSIM-servrar belägna världen över. Alla servrarna delar data med varandra så att användare kan se alla andra som är anslutna till nätverket, oavsett vilken server de är anslutna till.

### Piloter
VATSIM-piloter ansluter till nätverket med hjälp av tilläggsprogram, såsom SquawkBox eller FSInn, som vanligtvis är integrerade med flygsimulatormjukvaran. Alla sådana program som finns i dagsläget är gratis, men har stängd källkod.

### Flygledare
För närvarande är standardmjukvaran för flygledare på VATSIM antingen ASRC (Advanced Simulated Radar Client), Euroscope eller VRC.
ASRC släpptes 2003 efter en serie av betatester. ASRC ersätter ProController, ett äldre radarsimuleringsprogram med begränsade funktioner. ProController har officiellt förklarats föråldrad och det går inte längre att ansluta till VATSIM med ProController.
Den 14 april 2006 tillkännagav VATSIM lanseringen av en ny radarklient, VRC (Virtual Radar Client), som nu är ett alternativ till ASRC för flygledare på VATSIM-nätverket. Enligt den officiella hemsidan ligger fokus i VRC-projektet på att stöda arrangemang med flera bildskärmar.
Den senaste radarklienten som släppts är Euroscope. Den är i grunden baserad på det ungerska flygledarsystemet men är programmerad för att kunna anpassas till lokala regioners system eller den aktuella flygledarens egna önskemål. Euroscope är gratis och utvecklat av en grupp vatsimkontrollers. Den senaste upplagan är 3.1 som släpptes i slutet på december 2009.
I slutet av januari 2010 släpptes även plugin till Euroscope som ska simulera det svenska systemet Eurocat 2000E.
För närvarande stöder ASRC Windows 98 eller senare och VRC stöder Windows 2000 och senare.

## Speciella evenemang (Fly-in)
På VATSIM hålls ofta evenemang såsom virtuella fly-in, som lockar ett stort antal flygledare och piloter. Dessa fly-in är ofta centrerade kring en flygplats, en stad eller en region, vilket leder till en hög trafiktäthet och mycket flygledning i det området, jämförbart med verklighetens flygtrafik i omfattning. Vissa evenemang hålls endast en gång, medan andra är återkommande, till exempel årligen eller varje vecka.

## Översikt: Att använda VATSIM som pilot
VATSIM strävar efter att spegla verkliga flygprocedurer och -regler så ingående som möjligt inom mjukvarans tekniska begränsningar. Nedan är ett exempel på några typiska steg som genomgås av en virtuell pilot som avser ansluta och flyga en IFR-flygning på VATSIM:
1. Planera flygningen, såsom avgångs- och destinationsflygplatser, färdplan, flygplanstyp osv., och skaffa flygplats- och enroutekartor, om så behövs.
2. Starta flygsimulatorn och placera flygplanet vid en gate eller annan parkering på avgångsflygplatsen.
3. Anslut till en av VATSIM:s servrar med ett tilläggsprogram, och ange en anropssignal och flygplanstyp.
4. Skicka in en färdplan, med hjälp av tilläggsprogrammet.
5. Kontakta den ansvarige flygledaren (vanligtvis tornet), och begära motorstart och IFR-klarering.
6. Ta emot och läs tillbaka klareringen, inklusive eventuella ändringar och transponderkod.
7. Begär och ta emot klarering för taxi från flygledaren.
8. Få klarering för att starta ("klart starta", på engelska "cleared for take-off").
9. I luften, byt frekvens till inflygningskontrollen och/eller områdeskontrollen.
10. Vid destinationen är proceduren omvänd: Inflygningskontrollen kontaktas, följt av tornet, som ger landningsklarering och instruktioner för taxning till gate eller annan parkering.

Färdplaner, procedurer och kommunikation med flygledare påminner mycket om verkligheten, vad gäller bland annat separation av flygplan, in- och utflygningsprocedurer, flygrutter, klareringar och radiofraseologi.

### Mjukvara för piloter
- Squawkbox 4.x
- XSquawkbox - VATSIM-klient för X-Plane.
- Advanced Voice Client (AVC)
- FSInn

### Regioner/Divisioner
- VATASIA - ASIA Region
- VATCAN - Canada
- VATEUD - Europa
- VATUSA - USA
- VATUK - Storbritannien
- VATSCA - Skandinavien

### Mjukvara för flygledare
- Pro Controller (föråldrad)
- ASRC
- VRC - lanserad 14 april 2006.
- Euroscope - lanserad 15 september 2007 och är den nyaste.